# 齊心孝
齊心孝（？—1629年），字君求，號未孩，直隶安庆府桐城县人。明朝政治人物。

## 生平
少敏惠，以神童稱，與人角藝，一讀其篇章，人皆咋舌汗流，退避三舍。每得题，瞬目少許，伸纸疾書，文不加點，至今制舉業傳頌之者，猶驚奇絶艷，後學歎爲不可企及。萬曆四十年（1612年）壬子鄉試第三，天启二年（1622年）壬戌科会试一百二十九名，二甲八名進士。户部观政，考选翰林院庶吉士，與黄道周、倪元璐等齊名都下。及選翰林院編修，崇祯二年（1629年）卒于官，所著诗文若干卷，多散佚。

## 家族
曾祖齐之凤，贡士。祖齐迈，庠生。父齐策名，庠生。